# Atlas (měsíc)

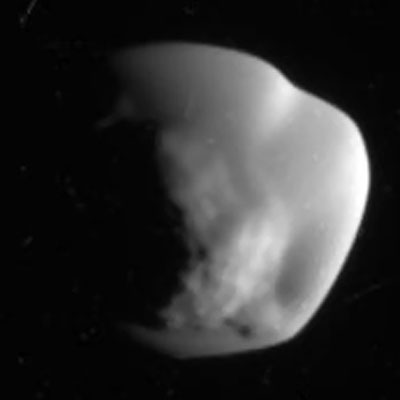
Atlas na snímku sondy Cassini.

Atlas je druhým měsícem v pořadí od planety Saturn. Jméno dostal podle obra, který v řecké mytologii podpíral nebeskou klenbu. Od Saturnu je vzdálen 137 640 kilometrů. Rozměry měsíce jsou 20×15 kilometrů. Hmotnost měsíce je 6.6×1015 kg. Objeven byl roku 1980 a objevitelem se stal R. Terrile (člen týmu kolem sond Voyager). Doba jednoho oběhu měsíce kolem planety je 0,6019 dne. Doba rotace je 14 hodin. Svým tvarem připomíná létající talíř.